# 金英權
金英權（김영권，1990年2月27日—），韩国足球运动员，现效力于韓國K1聯賽球队蔚山现代。

## 球会生涯
金英权在2008年被全州大学录取，并加入大学足球部。大学一年级时曾参加室内五人足球，并在2009年获得韩国室内五人足球比赛最佳射手。
金英权在2009年世青赛的精彩表现受到J联赛球队FC東京的注意。2009年11月，金英权前往FC东京试训，并在2010年1月正式加盟球队。2010年3月20日，金英权在J1联赛第三轮FC东京和大阪飞脚的比赛中登场，上演职业比赛处子秀。6月6日，他在日本联赛杯比赛中直接任意球破门，射进职业生涯的首个进球，帮助FC东京主场1比0击败京都不死鳥。
2011年，金英权离开降级的FC东京，转会加盟大宫松鼠。
2012年7月2日，金英权以250万美元的身价转会加盟中国足球超级联赛球队广州恒大，合同期为四年。8月22日，他在2012年中国足协杯半决赛第一回合广州恒大主场1比0击败辽宁宏运的比赛首发登场，第一次代表俱乐部在正式比赛亮相，表现出色。3天后，金英权在广州恒大主场0比0战平天津泰达的联赛中再次踢满全场，这是他第一次亮相中超联赛。金英权迅速成为球队主力，帮助广州恒大获得2012赛季联赛和足协杯双冠王的成绩。2013年4月20日，金英权接黄博文的任意球助攻头球破门，射进职业生涯的首个联赛比赛进球，帮助广州恒大在主场6比1狂胜长春亚泰。
2015年11月21日，金英权在亞冠聯賽最終決賽中，關鍵地封阻了迪拜阿赫利的利馬的威脅破門，幚助球隊最后勇奪第二座亞冠冠軍。
2019年1月26日，J联赛球队大阪飞脚宣佈正式签下金英权。
2022年2月，金英权加盟蔚山現代，首季即為球隊奪得K聯賽1冠軍。

## 国家队生涯
2009年夏季，金英权入选韩国大学生足球队，参加在塞尔维亚贝尔格莱德举行的2009年夏季世界大學生運動會，之后他又代表韩国U-20国家足球队参加9月至10月在埃及举行的2009年世青赛，他是韩国队的后防主力，在小组赛最后一轮3比0击败美国U-20的比赛中首开纪录，帮助韩国积分超越对手获得小组出线权。最终韩国队进入八强，获得第六名的好成绩。回国后，他立即被选为韩国室内五人足球国家队的代表，参加10月至11月在越南举行的亚洲室内运动会。10月29日，他在小组赛第一轮攻入一球，但韩国队最终3比4不敌科威特。之后韩国又以1比4负于乌兹别克斯坦遭遇两连败而被淘汰。
2010年7月底，金英权首次入选韩国国家队的集训名单，并于8月11月在水原世界盃競技場韩国队和尼日利亚的国际友谊赛中以左边中卫的身份首发登场，第一次在国际A级比赛亮相。他在比赛中表现出色，赛后被评价为“同时将李正秀、趙容亨和郭泰輝三人特点融合在一起的球员”。韩国国家队主教练赵广来预测金英权和洪正好将会是韩国国家队征战2014年世界杯足球赛的后防主力人选。2010年11月，金英权入选韩国U23队参加在广州举行的亚运会比赛，收获铜牌。12月，金英权被列入韩国国家队征战2011年亚洲杯足球赛的初选名单，但未能进入最终的23人名单。
2011年亚洲杯足球赛结束后，李榮杓宣布退出韩国国家队，金英权开始担任国家队左后卫。2011年6月3日，他在和塞尔维亚的比赛中射进个人的首个国际A级比赛进球。2012年6月，金英权入选韩国国奥队参加2012年夏季奧林匹克運動會足球比賽的名单。他在奥运会表现出色，帮助韩国队最终获得铜牌。
2014年夏天，他被时任领队洪明甫选入巴西世界盃最後23人名單，但该年韩国以2负1和小組墊底出局。
2018年夏天，金英權入選俄羅斯世界盃最後23人名單。6月27日，金英权在小组最后一战对阵德国队比赛的补时阶段（90+2'），打入全场比赛的第一粒进球，最终2比0战胜卫冕冠军德国队，两队携手出局。这是德国队自世界杯开始小组赛制以来，首次小组出局。
该屆小组赛金英权的表现多次受讚扬，包括多次解围极具威脅的射門，而他与李鎔、尹荣善和洪喆的四人後防線更在大部分时间失控球权情況下只輸一球「生波」，防守端的表現並不下於門將趙賢祐，亦令他在2019年阿联酋亚洲盃结束後獲委任為副队长。
2022年11月，金英權入選2022年卡塔爾世界盃韓國隊26人名單。在第三輪小組賽對陣葡萄牙，金英權在第27分鐘打入一球，為韓國隊追平比數，最後協助韓國隊反勝葡萄牙打入16強。

## 职业生涯统计
| 俱乐部表现 | 俱乐部表现 | 俱乐部表现 | 联赛 | 联赛 | 杯赛       | 杯赛       | 联赛杯 | 联赛杯 | 洲际赛   | 洲际赛   | 其他  | 其他  | 总计 | 总计 |
| 赛季       | 俱乐部     | 联赛       | 出场 | 入球 | 出场       | 入球       | 出场   | 入球   | 出场     | 入球     | 出场  | 入球  | 出场 | 入球 |
| 日本       | 日本       | 日本       | 联赛 | 联赛 | 天皇杯     | 天皇杯     | 联赛杯 | 联赛杯 | 亚冠联赛 | 亚冠联赛 | 其他  | 其他  | 总计 | 总计 |
| ---------- | ---------- | ---------- | ---- | ---- | ---------- | ---------- | ------ | ------ | -------- | -------- | ----- | ----- | ---- | ---- |
| 2010       | FC东京     | J1联赛     | 23   | 0    | 2          | 0          | 6      | 1      | -        | -        | -     | -     | 31   | 1    |
| 2011       | 大宫松鼠   | J1联赛     | 27   | 0    | 0          | 0          | 2      | 1      | -        | -        | -     | -     | 29   | 1    |
| 2012       | 大宫松鼠   | J1联赛     | 13   | 0    | 0          | 0          | 3      | 1      | -        | -        | -     | -     | 16   | 1    |
| 中国       | 中国       | 中国       | 联赛 | 联赛 | 中国足协杯 | 中国足协杯 | 中超杯 | 中超杯 | 亚冠联赛 | 亚冠联赛 | 其他1 | 其他1 | 总计 | 总计 |
| 2012       | 广州恒大   | 中超联赛   | 7    | 0    | 4          | 0          | -      | -      | 2        | 0        | -     | -     | 13   | 0    |
| 2013       | 广州恒大   | 中超联赛   | 26   | 2    | 4          | 0          | -      | -      | 14       | 0        | 4     | 0     | 48   | 2    |
| 2014       | 广州恒大   | 中超联赛   | 16   | 1    | 0          | 0          | -      | -      | 9        | 0        | 0     | 0     | 25   | 1    |
| 2015       | 广州恒大   | 中超联赛   | 18   | 0    | 0          | 0          | -      | -      | 11       | 0        | 3     | 0     | 32   | 0    |
| 2016       | 广州恒大   | 中超联赛   | 15   | 0    | 2          | 0          | -      | -      | 4        | 0        | 1     | 0     | 22   | 0    |
| 2017       | 广州恒大   | 中超联赛   | 4    | 0    | 5          | 0          | -      | -      | 2        | 0        | 0     | 0     | 11   | 0    |
| 2018       | 广州恒大   | 中超联赛   | 5    | 0    | 0          | 0          | -      | -      | 8        | 0        | 0     | 0     | 13   | 0    |
| 日本       | 日本       | 日本       | 联赛 | 联赛 | 天皇杯     | 天皇杯     | 联赛杯 | 联赛杯 | 亚冠联赛 | 亚冠联赛 | 其他  | 其他  | 总计 | 总计 |
| 2019       | 大阪飛腳   | J1联赛     | 0    | 0    | 0          | 0          | 0      | 0      | -        | -        | -     | -     | 0    | 0    |
| 总计       | 日本       | 日本       | 63   | 0    | 2          | 0          | 11     | 3      | 0        | 0        | -     | -     | 76   | 3    |
| 总计       | 中国       | 中国       | 91   | 3    | 15         | 0          | 0      | 0      | 50       | 0        | 8     | 0     | 164  | 3    |
| 总计       | 总计       | 总计       | 154  | 3    | 17         | 0          | 11     | 3      | 50       | 0        | 8     | 0     | 240  | 6    |

1 其他赛事 包括 中国超级杯和世俱杯。

## 榮譽
全州大學
- 韓國足球協會 Futsal League: 2009

 廣州恆大
- 中國足球超級聯賽：2012、2013、2014、2015、2016、2017
- 中国足协杯：2012、2016
- 中超杯：2016
- 亞足聯冠軍聯賽：2013、2015

 大阪飛腳
- 天皇杯 亞軍：2020

 蔚山現代
- K聯賽1：2022、2023、2024

 韓國 U23
- 奧運銅牌：2012[12]
- 亞洲運動會銅牌：2010

 韓國
- 亚足联亚洲杯 亞軍：2015
- 東亞足球錦標賽：2015、2019

個人
- 韓國足球協會 Futsal League top goalscorer：2009
- 中國足球超級聯賽 Team of the Year：2013、2014、2015、2016[13][14][15][16]
- 東亞足球錦標賽 Best Defender：2015[17]
- 亞足聯冠軍聯賽 Dream Team: 2015[18]
- Korean FA Player of the Year: 2015[19]
- 日本職業足球甲級聯賽 Fans' Best XI：2020[20]
- K聯賽1 Best XI：2022[21]